# 성웅 이순신 (1971년 영화)
"성웅 이순신"은 한국에서 제작된 이규웅 감독의 1971년 영화이다. 김진규 등이 주연으로 출연하였고 주동진 등이 제작에 참여하였다.

## 출연

### 주연
- 김진규
- 김지미